# Armand Massard
Armand Émile Massard (Parigi, 1º dicembre 1884 – Parigi, 8 aprile 1971) è stato uno schermidore francese, vincitore di una medaglia d'oro, una d'argento ed una di bronzo nella scherma ai giochi olimpici.